# San Miguel de Escalada
Koordinaten: 42° 33′ 36″ N, 5° 18′ 53″ W

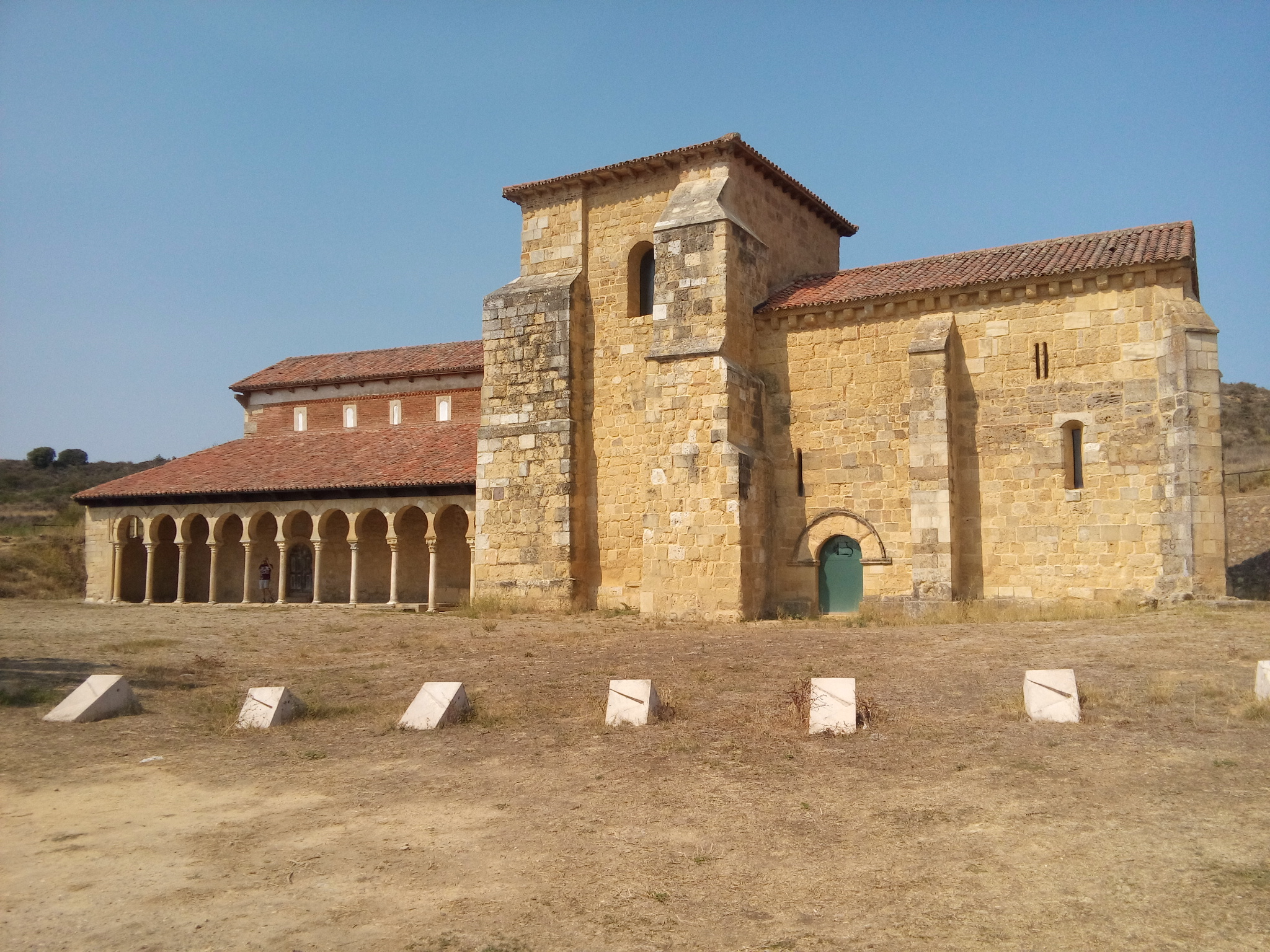
San Miguel de Escalada

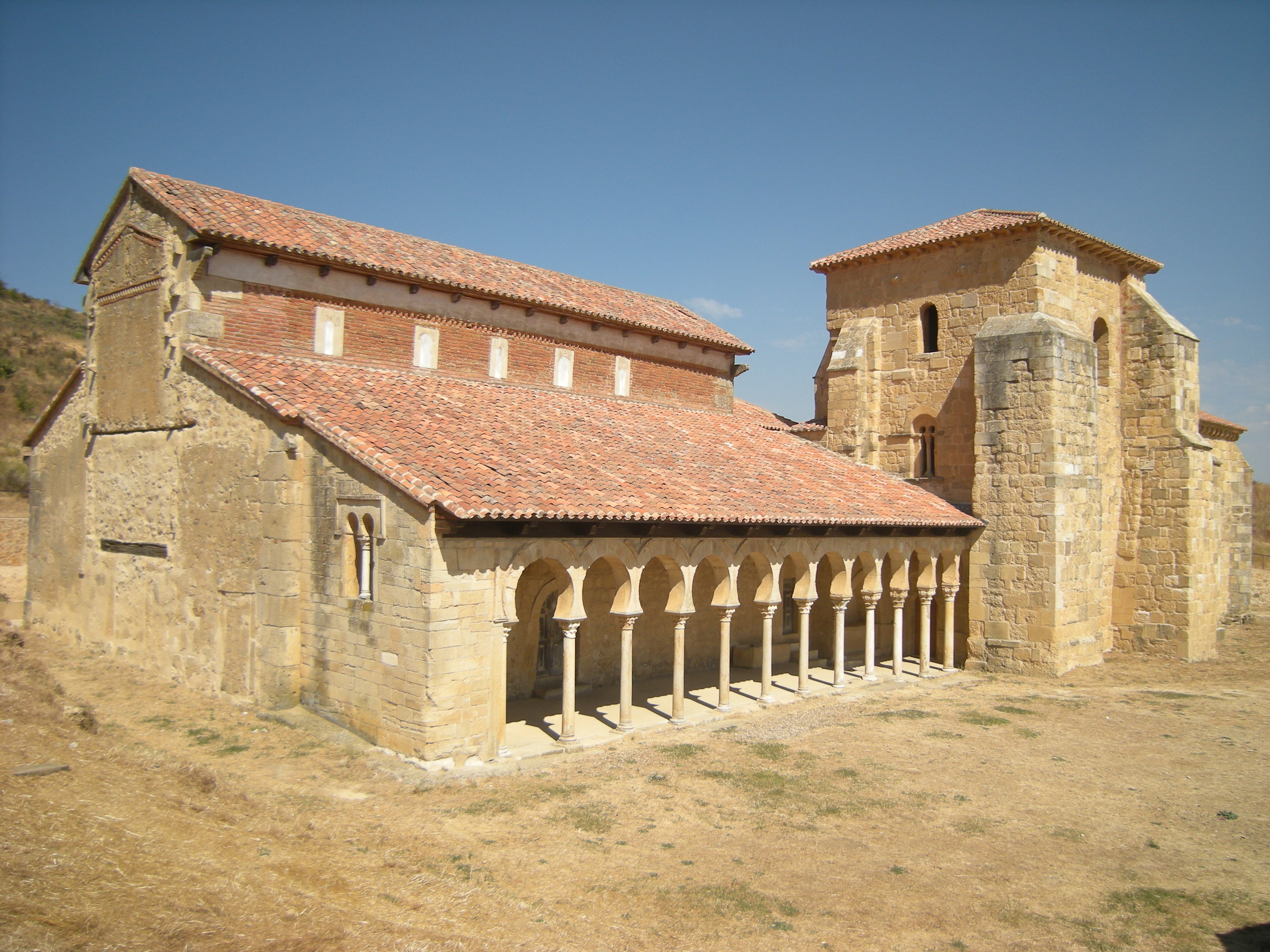
Ansicht von Südwesten

San Miguel de Escalada ist eine präromanische Kirche im mozarabischen Stil. Sie gehört zur Gemeinde Gradefes in der spanischen Provinz León der autonomen Region Kastilien und León und liegt ca. 30 km nordöstlich der Provinzhauptstadt León. Im Mittelalter war das Kloster eine Station am Jakobsweg.

## Geschichte
Ende des 9. Jahrhunderts errichteten Mönche aus Córdoba ein Kloster an der Stelle einer verfallenen, aus westgotischer Zeit stammenden Kirche, die dem Erzengel Michael geweiht war. Diese Mönche verbreiteten wie andere Christen aus dem maurischen Spanien eine vom Islam beeinflusste Kunst und Kultur. Nach der christlichen Rückeroberung (reconquista) der Gebiete nördlich des Duero in der zweiten Hälfte des 9. Jahrhunderts wurde ihre Wiederbesiedlung (repoblación) gefördert. Als die Anzahl der Mönche in La Escalada zunahm, wurde eine neue Kirche gebaut. Dies geht aus einer verlorengegangenen Weihinschrift hervor, deren Inhalt jedoch durch eine Abschrift erhalten geblieben ist. Darin wird die Weihe der Kirche durch Gennadius, Bischof von Astorga und Gründer des Klosters Santiago de Peñalba, auf das Jahr 951 der spanischen Ära, die 38 Jahre vor unserer Zeitrechnung einsetzt, demzufolge auf das Jahr 913 datiert. Es wird ausdrücklich erwähnt, dass die Bauarbeiten unter der Regierungszeit von König García I. und seiner Gemahlin Mumadonna innerhalb von zwölf Monaten fertiggestellt wurden und zwar nicht aufgrund herrscherlicher Anordnung oder durch Unterdrückung des Volkes, sondern durch die Hartnäckigkeit und Umsicht des Abtes und der Mönche. Im Jahr 1156 unterstellte König Alfons VII. das Kloster dem Sankt-Rufus-Orden in Avignon.
Im Jahr 1886 wurde die Kirche zum Monumento Nacional (Bien de Interés Cultural) erklärt. Vom Bau des 10. Jahrhunderts ist nur die Kirche mit ihrem Portikus erhalten geblieben, der Turm und die Kapelle wurden im 11. Jahrhundert hinzugefügt.

## Architektur

### Außenbau
Das Gebäude ist aus Bruch- und Hausteinen errichtet, der Obergaden – zur Verminderung des Gewichtes – aus Ziegeln. Im Obergaden sind auf beiden Seiten fünf schmale Rundbogenfenster eingeschnitten, die von einem Kalksteinblock eingefasst und mit Alabasterscheiben geschlossen sind.
Ost- und Westgiebel sind von je einem knapp 1 m hohen und 30 cm breiten Fenster mit monolithischem Fenstergitter durchbrochen. Unter dem Dachansatz befinden sich mit Kerbschnittornamenten wie Sonnenrädern oder Wirbelsternen verzierte Konsolen aus Stein, die wohl ursprünglich aus Holz waren und als Sparrenköpfe dienten. Diese Röllchenkonsolen sind – wie der Alfiz, die Transennen oder die zu drei Viertel geschlossenen Hufeisenbögen – typisch für mozarabische Bauten. Darunter verläuft um die gesamte Fassade ein Zahnfries aus Ziegeln. Einen gleichartigen Fries findet man an der um 785 begonnenen Mezquita de Córdoba, die wohl als Vorbild gedient hat.

### Innenraum

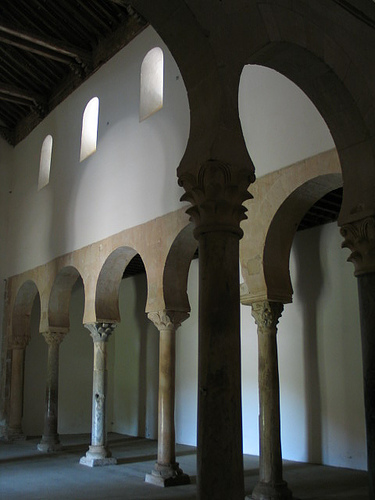
Innenansicht

Die Kirche ist eine dreischiffige Basilika mit drei hufeisenförmig angelegten Apsiden, die außen rechtwinklig geschlossen sind. Zwischen den Apsiden und dem fünfjöchigen Langhaus liegt ein durch vier Meter hohe Arkaden mit gleich großen Hufeisenbögen abgetrenntes, nach außen nicht vorstehendes Querhaus. Diese Arkaden hatten eine ähnliche Funktion wie die Ikonostasen der Ostkirchen. Über den Arkaden verläuft ein Fries mit Medaillons aus Blattranken, darin ein Vogel mit einem Fisch im Schnabel oder Trauben pickende Vögel. Wie in Santa María de Quintanilla de las Viñas werden Löwen, Pfaue, Adler, Ibisse und Pelikane dargestellt. Ursprünglich waren diese Arkaden mit Vorhängen und ornamentierten Steinschranken (canceles) versehen, von denen neun erhalten sind. Neben geometrischen Motiven weisen sie – wie der Fries – Weinranken, Palmetten und Trauben pickende Vögel auf. Sie liegen wie die etwas größeren Arkaden zwischen dem Mittel- und den beiden Seitenschiffen auf verschiedenfarbigen Marmorsäulen mit korinthischen Kapitellen auf, die wiederverwendet wurden und aus spätrömischer oder westgotischer Zeit stammen. Die Kapitelle sind aus Kalkstein oder Marmor und sehr sorgfältig gearbeitet. Neben Voluten und Palmetten sind Löwen und Vögel dargestellt. Reste von schwarzer und roter Farbe lassen auf eine ehemalige Bemalung schließen.
Die Eichenholzdecke im Mudéjar-Stil des Mittelschiffes geht auf das 15. Jahrhundert zurück. Auf ihr sind Sonnenräder, das Wappen von Kastilien-León und die Jakobsmuschel dargestellt.

## Portikus

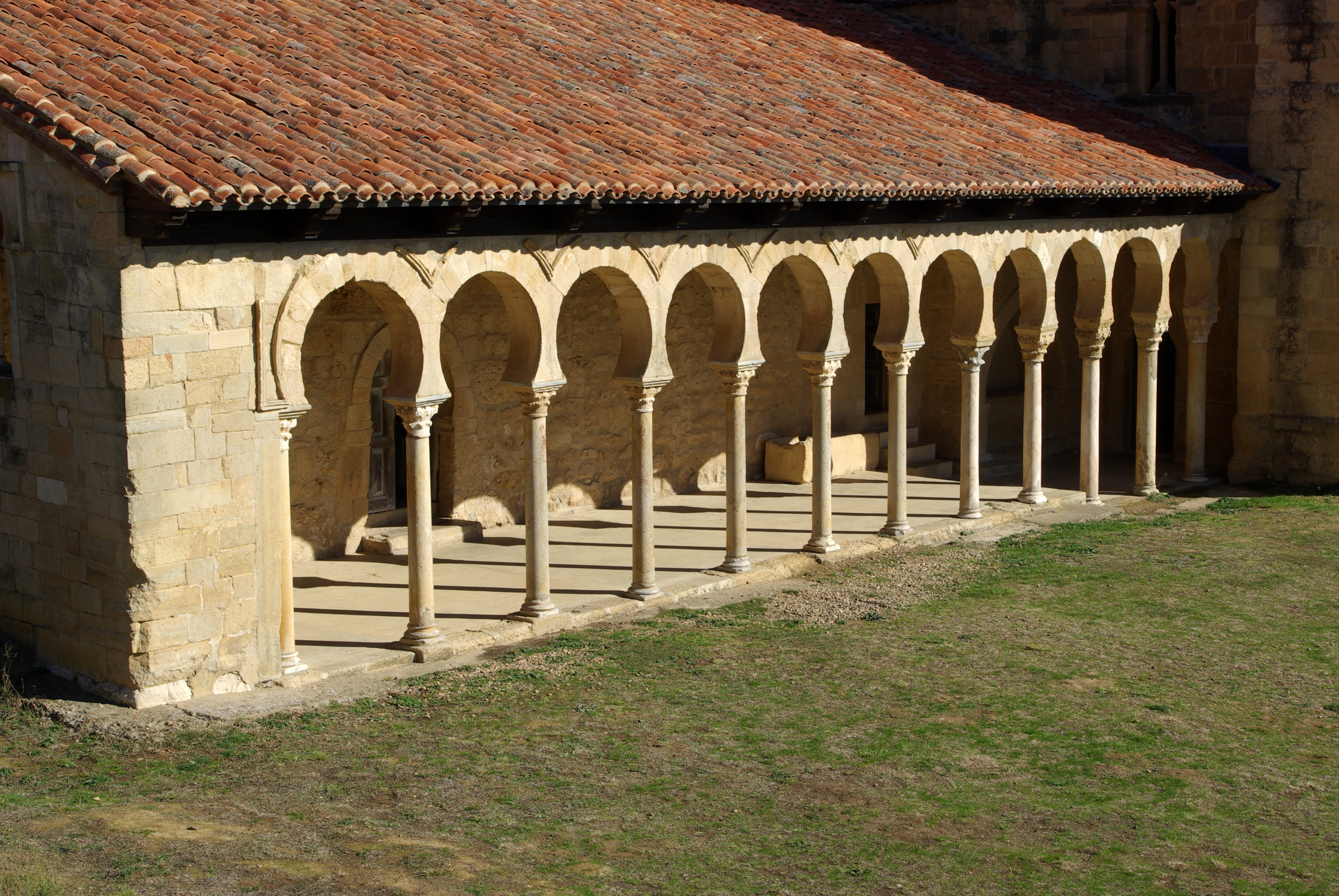
Portikus

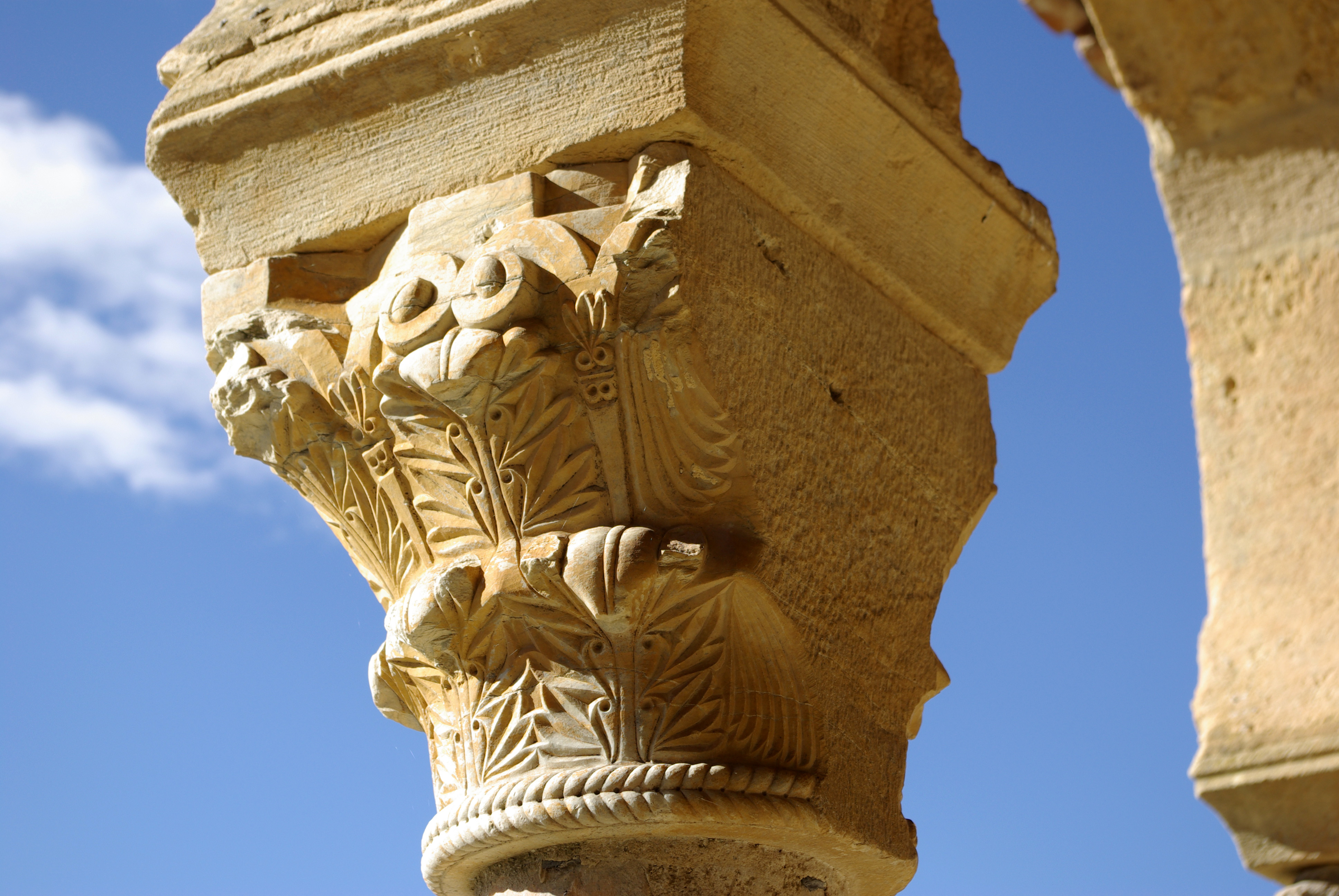
Kapitell des Portikus

An der Südseite der Kirche befindet sich ein ungewöhnlicher, in regelmäßig behauenen Quadern errichteter Portikus mit zwölf Hufeisenbögen über 13 schlanken, zum Teil wiederverwendeten Säulen mit Blattkapitellen. Die Zahl Zwölf kann als Verweis auf die zwölf Apostel oder die zwölf Tore des himmlischen Jerusalem gedeutet werden. Der Portikus ist der einzige vom Kreuzgang erhaltene Teil; die sieben westlichen Bögen sind von einem Alfiz-Rahmen eingefasst, die fünf östlichen Bögen sind schlichter gestaltet und wurden im 11. Jahrhundert hinzugefügt. Das Kapitell der achten Säule wird der Omayyadenkunst zugerechnet und stammt aus dem 8. Jahrhundert. Es weist Voluten und Sonnensymbole auf.
Im Westen des Portikus befindet sich ein Zwillingsfenster (ajimez) mit zwei kleinen, eng geschlossenen Hufeisenbögen und Alfiz-Rahmen. Die Mittelsäule aus Marmor trägt ein Blattkapitell. Vom Portikus gibt es zwei Eingänge in die Kirche.